# Bataille de Quintin
Chouannerie
La bataille de Quintin se déroula pendant la Chouannerie, lors de l'expédition de Quiberon.

## La bataille
Le 20 juillet 1795, les Chouans, continuant leur marche sur Saint-Brieuc, arrivent à Plœuc-sur-Lié où ils mettent en fuite un détachement républicain, ils passent ensuite par la forêt de Lorges et le lendemain, 21 juillet, les Chouans sont aux portes de Quintin. La petite ville, à population républicaine, n'a cependant que deux compagnies d'infanterie de la garde nationale et quelques gendarmes et volontaires pour se défendre. L'avant-garde chouanne commandée par Jean Rohu passe à l'attaque. Bien que la place disposa d'un château, les Républicains se replient hors de la ville près d'une des portes à l'Ouest. Les Chouans prennent alors la ville et mettent aisément en fuite les Républicains.
Maître de la ville, le chef des royalistes, Pontbellanger soumet la population à une réquisition de 100 000 livres, néanmoins les Quintinais n'ont pas les moyens de la payer et ils envoient une délégation à Pontbellanger qui la réduit à 15 000 livres. 
Les Chouans quittent la ville deux jours plus tard et prennent la direction de Châtelaudren laissant une arrière-garde de 500  à   600 hommes à Quintin, cependant les Chouans informés de l'occupation de la ville de Lanvollon par 4 000 hommes commandés par le général Chabot et la défaite des émigrés à Quiberon reculent et regagnent la ville qu'ils évacuent le 25 juillet. La ville est ensuite reprise par les hommes de Chabot.

## Sources
- François Cadic, Histoire populaire de la chouannerie en Bretagne, t. 2 : Œuvres, Rennes, Terre de brume éditions Presses universitaires de Rennes, 2003, 598 p. (ISBN 978-2-84362-207-6 et 978-2-868-47908-2), p. 12.
- Jean Martin et Alain Le Noac'h, Toiles de Bretagne : la manufacture de Quintin, Uzel et Loudéac, 1670-1830, Rennes, Presses universitaires de Rennes, coll. « Histoire », 1998, 374 p. (ISBN 978-2-86847-288-5, lire en ligne), p. 295.